# Bothriechis thalassinus
Bothriechis thalassinus är en ormart som beskrevs av Campbell och Smith 2000. Bothriechis thalassinus ingår i släktet Bothriechis och familjen huggormar. Inga underarter finns listade.
Arten förekommer i bergstrakter i Guatemala och Honduras. Den vistas i regioner som är 1370 till 1750 meter höga. Honor lägger inga ägg utan föder levande ungar.